# L.A. Killer
L.A. Killer (titolo originale L.A. Requiem) è un romanzo poliziesco di Robert Crais, pubblicato nel 1999 negli Stati Uniti, e nello stesso anno in Italia dalla casa editrice Piemme con il titolo Los Angeles Requiem. È l'ottavo capitolo delle vicende incentrate sulla coppia di investigatori privati Elvis Cole e Joe Pike.
Nel 2000 il libro ha vinto il Premio Dilys; inoltre ha avuto la nomination all'Anthony Award, al Premio Shamus e all'Edgar Award.

## Trama
Elvis Cole viene contattato dal socio in affari e amico Joe Pike affinché accetti la richiesta di Frank Garcia, proprietario di una ditta produttrice di tortillas. Il vecchio magnate vuole che i due cerchino la figlia Karen Garcia, che non dà sue notizie da un giorno.
Nonostante i dubbi di Elvis circa l'indagine, Joe accetta il caso, complice il profondo legame che univa Karen e Joe, prima che egli abbandonasse il corpo poliziesco di Los Angeles e fondasse assieme a Cole un'agenzia privata.
Le indagini hanno vita breve: dopo poco tempo il cadavere di Karen viene ritrovato presso un sentiero di jogging a Lake Hollywood dalla polizia. Grazie agli agganci che Garcia senior ha nel consiglio comunale di Los Angeles, Cole e Pike possono assistere al prosieguo delle indagini, coordinate da Harvey Krantz, membro della sezione Rapine-Omicidi del dipartimento di Los Angeles. Tra Pike e Krantz vi è un rapporto di profondo odio dovuto a un'indagine svolta anni prima da Krantz nei riguardi di Abel “Woz” Wozniak, di cui Pike era compagno di pattuglia, circa un suo coinvolgimento in un racket di scassinatori.
Man mano che le ricerche proseguono, nuovi personaggi si aggiungono al duo iniziale e nuovi misteri emergono dal passato, segnando significativamente le vicende di Cole e, soprattutto, di Pike, che dovranno fare i conti con quello che, a prima vista, sembra l'ennesimo omicidio di un serial killer. Ma l'apparenza inganna...

## Edizioni in italiano
- Robert Crais, Los Angeles Requiem, traduzione di Stefano Bortolussi, Piemme, 1999, ISBN 88-384-4445-5.
- Robert Crais, L.A.killer, traduzione di Stefano Bortolussi, Casale Monferrato: Piemme Pocket, 1999
- Robert Crais, Elvis Cole collection 2.: La prova; L.A. killer, Casale Monferrato: Piemme Pocket, 2007